# رین کاسک
رین کاسک (استونیایی: Rein Kask; ۱۶ نوامبر ۱۹۲۸ – ۱۷ نوامبر ۲۰۱۷) سیاستمدار و نماینده سابق اهل استونی بود.